# Kotjärnen (Järnskogs socken, Värmland)
Kotjärnen är en sjö i Eda kommun i Värmland och ingår i Göta älvs huvudavrinningsområde.